# Etebi
L'Etebi és una llengua que es parla a l'estat d'Akwa Ibom al sud-est de Nigèria. Concretament es parla a la LGA d'Uquo Ibeno.
L'etebi és una llengua de la subfamília lingüística de les llengües del baix Cross, que formen part de la família de llengües Benué-Congo. Està íntimament lligada a l'efit, amb la qual no s'ha de confondre.
L'any 1989 hi havia 15.000 parlants d'Etebi.